# ريان جيمس (لاعب دوري الرغبي)
ريان جيمس (بالإنجليزية: Ryan James)‏ هو لاعب دوري الرغبي أسترالي، ولد في 20 يوليو 1991 في تويد هيدز في أستراليا.

## روابط خارجية
- ريان جيمس على موقع ItsRugby.co.uk (الإنجليزية)